# TOUR14 PSYCHONNECT -mode of “GAUZE”?-
『TOUR14 PSYCHONNECT -mode of “GAUZE”?-』（ツアー14 サイコネクト -モード・オブ・“ガーゼ”?-） は、日本のバンドDIR EN GREYのライブ・ドキュメンタリーBlu-ray&DVD。2015年3月に発売・発送された。発売元はFIREWALL.DIV。

## 概要
- 2014年3月の武道館公演中に発表され、15年ぶりのGAUZEツアーとなった。
- 『GAUZE』から披露された12曲全てと、「蒼い月」「輪郭」「SUSTAIN THE UNTRUTH」「羅刹国」4曲を加えた全16曲を収録。特典映像にはツアー各地のライブ映像や、各メンバーが当時通っていたスタジオやライブハウスを巡るドキュメンタリーも収録されている。
- なお、『ARCHE』の完全生産限定盤にはこちらに収録されなかった「かすみ」、「蜜と唾」、「激しさと、この胸の中で絡み付いた灼熱の闇」の3曲が映像化されている。

## 収録曲
2014.08.30 新木場 STUDIO COAST (追加公演)
1. GAUZE -mode of adam-
2. ゆらめき
3. MASK
4. Cage
5. 蒼い月
6. 輪郭
7. アクロの丘
8. mazohyst of decadence
9. 304号室、白死の桜
10. raison detre
11. Schweinの椅子
12. 蜜と唾
13. 残
14. 予感
15. SUSTAIN THE UNTRUTH
16. 羅刹国

BONUS FOOTAGE

### CD
2014.08.30 新木場STUDIO COAST (追加公演)
1. GAUZE -mode of adam-
2. ゆらめき
3. MASK
4. Cage
5. アクロの丘
6. mazohyst of decadence
7. 304号室、白死の桜
8. raison detre
9. Schweinの椅子
10. 蜜と唾
11. 残
12. 予感